# 超級大城市XXL
《超級大城市XXL》是一款由法國遊戲公司Focus Home Interactive開發的實時全三維城市建造遊戲，為超級大城市白金版的續作。該遊戲於2015年2月5日透過Steam系統在全世界發行。該遊戲能允許玩家規劃、建造以及管理城市。而該遊戲的媒體評價大多為負面的，原因為該遊戲缺少新功能或者仍存在效能問題等。

## 概要
該遊戲提供了住宅區、商業區以及產業區等三種類型的建築物，每種建築物都有不同的密集程度。這裡的居民分成勞工、技工、高階管理人員以及菁英等四種社會階級。規劃都市之前，玩家需要選擇哪類的居民能適合在該區域居住生活。

### 交通運輸
《超級大城市XXL》能允許玩家建造各種類型的道路來構成公路網，道路可以被建成傳統八方位直線，也可以是任何角度，甚至是曲線等類型。橋梁和隧道也可在此模擬遊戲中建造出。其他的交通運輸還有公車、鐵路列車、渡船以及地鐵等。

## 外部連結
- 官方网站